# Váckisújfalu
Váckisújfalu is een plaats (község) en gemeente in het Hongaarse comitaat Pest. Váckisújfalu telt 478 inwoners (2001).